# Wahlbezirk Österreich unter der Enns 6
Der Wahlbezirk Österreich unter der Enns 6 war ein Wahlkreis für die Wahlen zum Abgeordnetenhaus im österreichischen Kronland Österreich unter der Enns. Der Wahlbezirk wurde 1907 mit der Einführung der Reichsratswahlordnung geschaffen und bestand bis zum Zusammenbruch der Habsburgermonarchie.

## Geschichte
Nachdem der Reichsrat im Herbst 1906 das allgemeine, gleiche, geheime und direkte Männerwahlrecht beschlossen hatte, wurde mit 26. Jänner 1907 die große Wahlrechtsreform durch Sanktionierung von Kaiser Franz Joseph I. gültig. Mit der neuen Reichsratswahlordnung schuf man insgesamt 516 Wahlbezirke, wobei mit Ausnahme Galiziens in jedem Wahlbezirk ein Abgeordneter im Zuge der Reichsratswahl gewählt wurde. Der Abgeordnete musste sich dabei im ersten Wahlgang oder in einer Stichwahl mit absoluter Mehrheit durchsetzen. Der Wahlkreis Österreich unter der Enns 6 umfasste jenen Teil des 2. Wiener Gemeindebezirk Leopoldstadt, der nicht vom Wahlbezirk 5 eingenommen wurde.
Aus der Reichsratswahl 1907 ging Viktor Silberer (Christlichsoziale Partei) aus dem ersten Wahlgang als Sieger hervor. Bei der Reichsratswahl 1911 setzte sich der Sozialdemokrat Franz Schuhmeier in der Stichwahl durch, der jedoch bereits am 11. Februar 1913 verstarb. Bei der im Oktober folgenden Nachwahl konnte Heinrich Mataja das Mandat wieder für die Christlichsozialen zurückgewinnen.

## Wahlergebnisse

### Reichsratswahl 1907
Die Reichsratswahl 1907 wurde am 14. Mai 1907 (erster Wahlgang) durchgeführt. Die Stichwahl entfiel auf Grund der absoluten Mehrheit von Viktor Silberer im ersten Wahlgang.
| Kandidat                                                                       | Partei                                   | Wahlkreis- stimmen | Stimmen- anteil |
| ------------------------------------------------------------------------------ | ---------------------------------------- | ------------------ | --------------- |
| Viktor Silberer                                                                | Christlichsoziale Partei                 | 7316               | 51,4 %          |
| Franz Wolf                                                                     | Sozialdemokratische Arbeiterpartei       | 4848               | 34,1 %          |
|                                                                                | deutsch-fortschrittliche Kandidaten      | 1199               | 8,4 %           |
| Otto Marquis de Bayros                                                         | Beamtenpartei                            | 305                | 2,1 %           |
| A. Saya                                                                        | deutsch-nationaler/alldeutscher Kandidat | 223                | 1,6 %           |
| Jamsa                                                                          | tschechischer Kandidat                   | 158                | 1,1 %           |
| Zeseswitz                                                                      | Selbständiger                            | 53                 | 0,4 %           |
|                                                                                | Sozialpolitiker                          | 26                 | 0,2 %           |
| Sonstige                                                                       |                                          | 87                 | 0,6 %           |
| Wahlberechtigte: 16.432, Ungültige/Leere Stimmen: 265, Wahlbeteiligung: 88,1 % |                                          |                    |                 |

### Reichsratswahl 1911
Die Reichsratswahl 1911 wurde am 13. Juni 1911 (erster Wahlgang) sowie am 20. Juni 1911 (Stichwahl) durchgeführt.

#### Erster Wahlgang
| Kandidat                                                                       | Partei                             | Wahlkreis- stimmen | Stimmen- anteil |
| ------------------------------------------------------------------------------ | ---------------------------------- | ------------------ | --------------- |
| Franz Schuhmeier                                                               | Sozialdemokratische Arbeiterpartei | 7574               | 45,3 %          |
| Viktor Kienböck                                                                | Christlichsoziale Partei           | 7366               | 44,1 %          |
| Rudolf von Lorenz                                                              | deutsch-nationaler Kandidat        | 574                | 3,4 %           |
| Ferdinand Eder                                                                 | deutsch-freiheitlicher Kandidat    | 539                | 3,2 %           |
| Ruzicka                                                                        | tschechisch-nationaler Kandidat    | 311                | 1,9 %           |
|                                                                                | Sozialpolitiker                    | 82                 | 0,5 %           |
| Sonstige                                                                       |                                    | 271                | 1,6 %           |
| Wahlberechtigte: 19.440, Ungültige/Leere Stimmen: 841, Wahlbeteiligung: 90,0 % |                                    |                    |                 |

#### Stichwahl
| Kandidat                                                                 | Partei                             | Wahlkreis- stimmen | Stimmen- anteil |
| ------------------------------------------------------------------------ | ---------------------------------- | ------------------ | --------------- |
| Franz Schuhmeier                                                         | Sozialdemokratische Arbeiterpartei | 8615               | 52,3 %          |
| Viktor Kienböck                                                          | Christlichsoziale Partei           | 7862               | 47,7 %          |
| Wahlberechtigte: 19.440, Ungültige Stimmen: 899, Wahlbeteiligung: 89,4 % |                                    |                    |                 |

### Reichsratsersatzwahl 1913
Die Reichsratswahl 1913 wurde am 8. Oktober 1913 (erster Wahlgang) sowie am 14. Oktober 1913 (Stichwahl) durchgeführt.

#### Erster Wahlgang
| Kandidat                                                                       | Partei                             | Wahlkreis- stimmen | Stimmen- anteil |
| ------------------------------------------------------------------------------ | ---------------------------------- | ------------------ | --------------- |
| Heinrich Mataja                                                                | Christlichsoziale Partei           | 7761               | 45,5 %          |
| Matthias Eldersch                                                              | Sozialdemokratische Arbeiterpartei | 5934               | 34,8 %          |
| Blasel                                                                         | liberaler Kandidat                 | 2535               | 14,9 %          |
| Hafner                                                                         | deutsch-nationaler Kandidat        | 467                | 2,7 %           |
| Exner                                                                          | tschechisch-nationaler Kandidat    | 332                | 1,9 %           |
| Sonstige                                                                       |                                    | 43                 | 0,3 %           |
| Wahlberechtigte: 19.717, Ungültige/Leere Stimmen: 841, Wahlbeteiligung: 90,5 % |                                    |                    |                 |

#### Stichwahl
| Kandidat                                                                 | Partei                             | Wahlkreis- stimmen | Stimmen- anteil |
| ------------------------------------------------------------------------ | ---------------------------------- | ------------------ | --------------- |
| Heinrich Mataja                                                          | Christlichsoziale Partei           | 9015               | 51,6 %          |
| Matthias Eldersch                                                        | Sozialdemokratische Arbeiterpartei | 8455               | 48,4 %          |
| Wahlberechtigte: 19.717, Ungültige Stimmen: 589, Wahlbeteiligung: 91,5 % |                                    |                    |                 |